# Teateråret 1938

## Händelser

### Mars
- 18 mars - Skådespelaren Pauline Brunius utnämns till Dramatens första kvinnliga chef [1] då hon efterträder Olof Molander.

### Okänt datum
- Thyra och Ludde Juberg övertar Odeonteatern för att spela revy- och lustspel.
- Ernst Eklund blir chef för Oscarsteatern i Stockholm
- Lars Egge blir chef för Stora Teatern i Göteborg

## Årets uppsättningar

### Maj
- 21 maj - Mark Reeds pjäs Älskling, jag ger mig (pjäs) (Yes, My Darling Daughter) från 1937 har svensk premiär på Dramaten i Stockholm

### Okänt datum
- Ove Ekelunds pjäs Finholm och Fransson uruppförds av Radioteatern.
- Fleming Lynge och Axel Frisches pjäs Herr Husassistenten från 1937 har svensk premiär på Folkets hus teatern i Stockholm
- Moss Hart och George S. Kaufmans pjäs Koppla av! (You Can't Take It with You) har svensk premiär på Göteborgs stadsteater
- Axel Kiellands pjäs Mannen som alle ville myrde uruppförs på Nye Teater i Oslo

## Födda
- 20 januari - Olof Lundström Orloff, svensk skådespelare och konstnär.

## Avlidna
- 14 augusti - Emil Adami, 78, svensk operasångare.